# Meca (Alenquer)

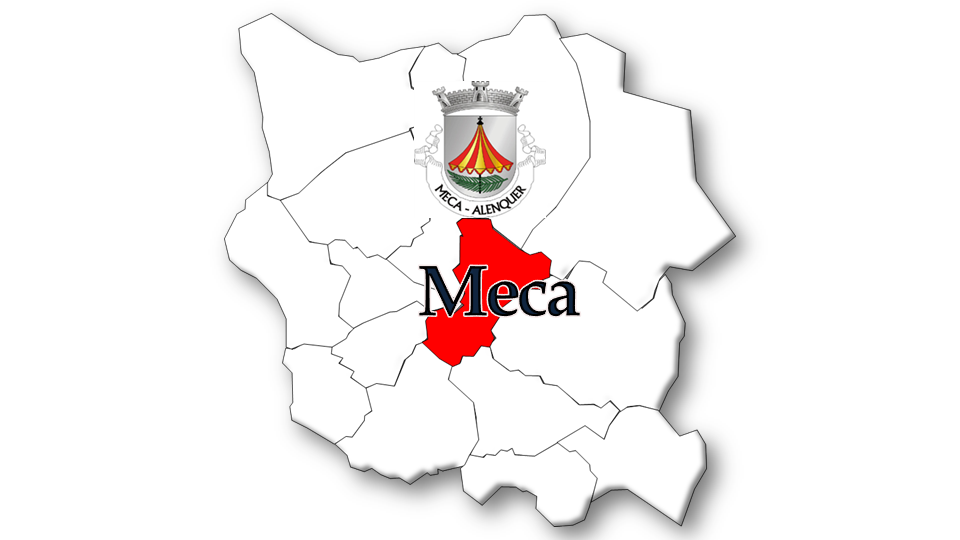
Localização da freguesia de Meca no município de Alenquer

Meca é uma povoação portuguesa sede da Freguesia de Meca do Município de Alenquer, freguesia com 14,13 km² de área e 1617 habitantes (censo de 2021), tendo, por isso, uma densidade populacional de 114,4 hab./km².

## Demografia
A população registada nos censos foi:
| Distribuição da População por Grupos Etários | Distribuição da População por Grupos Etários | Distribuição da População por Grupos Etários | Distribuição da População por Grupos Etários | Distribuição da População por Grupos Etários |
| -------------------------------------------- | -------------------------------------------- | -------------------------------------------- | -------------------------------------------- | -------------------------------------------- |
| Ano                                          | 0-14 Anos                                    | 15-24 Anos                                   | 25-64 Anos                                   | > 65 Anos                                    |
| 2001                                         | 264                                          | 230                                          | 994                                          | 321                                          |
| 2011                                         | 241                                          | 166                                          | 949                                          | 363                                          |
| 2021                                         | 205                                          | 176                                          | 825                                          | 411                                          |

## Localidades pertencentes à freguesia de Meca
Além da sede, a Freguesia de Meca engloba as seguintes localidades:
- Bogarréus
- Canados
- Casais da Bemposta
- Casais da Marinela
- Casais da Ribeira
- Casais Pedreira do Lima
- Casal do Casco
- Casal do Marco
- Casal Monteiro
- Catém
- Cossoaria
- Espiçandeira
- Estalagem
- Fiandal
- São Brás
- Vale de Ossa

## Património
- Igreja de Santa Quitéria de Meca
- Igreja de São Sebastião
- Capela de Nossa Senhora dos Remédios
- Cruzeiro
- Casa dos Romeiros
- Fonte dos Remédios
- Quinta de Dom Carlos
- Quinta de São Bartolomeu